# میکل برو هانسن
میکل برو هانسن (انگلیسی: Mikkel Bro Hansen؛ زادهٔ ۲۵ ژانویهٔ ۲۰۰۹) بازیکن فوتبال اهل قلمروی دانمارک است که در حال حاضر برای بوده/گلیمت در پست مهاجم بازی می‌کند.
از باشگاه‌هایی که در آن بازی کرده است می‌توان به بوده/گلیمت اشاره کرد.
وی همچنین در تیم ملی فوتبال زیر ۱۷ سال دانمارک بازی کرده است.

## دوران باشگاهی
برو هانسن که از محصولات آکادمی جوانان لیستروپ و میتیولن است، در سال ۲۰۲۱ به آکادمی جوانان آرهوس پیوست و به‌تدریج در رده‌های سنی این باشگاه پیشرفت کرد – او زمانی که تنها ۱۴ سال داشت، بازی در تیم زیر ۱۹ سال این باشگاه را آغاز کرد. در ۲۵ ژانویهٔ ۲۰۲۵، او با امضای قراردادی تا سال ۲۰۲۷ به باشگاه نروژی بودو/گلیمت پیوست. او نخستین بازی بزرگسالانش را با این تیم در پیروزی ۸–۰ برابر اینستراندنز در چارچوب جام حذفی فوتبال نروژ انجام داد و در نیمهٔ نخست هت‌تریک کرد. او در ۵ آوریل ۲۰۲۵ در پیروزی ۳–۰ برابر هامارکامراتنه نخستین بازی خود در الیت‌سریین را برای بودو/گلیمت انجام داد.

## دوران ملی
برو هانسن یک بازیکن ملی‌پوش رده‌های پایه برای دانمارک است و نخستین بار در آوریل ۲۰۲۴ برای تیم زیر ۱۶ سال دانمارک به میدان رفت.